# FK Tjerkasjtjina
FK Tjerkasy Dnipro (ukrainsk:ФК Черкащина) är en ukrainsk fotbollsklubb, från staden Tjerkasy. 
Klubben blev utslagen efter 0-2 på tilläggstid i semifinalen i Ukrainska cupen 2013/14 mot Sjachtar Donetsk, efter i tidigare rundar att ha besegrad FK Real Pharma Ovidiopol, SK Tavrija Simferopol, FK Avanhard Kramatorsk och FK Niva Ternopil.
Efter en sammanslagning i juni 2014 av FC Zorya Bilozirya och  FK Slavutytj Tjerkasy bytte klubben namn till FC Tjerkaskyi Dnipro.

## Stadion
Klubbens hemmaplan var Tjerkasy centralstadion, som byggdes 1957 och idag har en publikkapacitet på 10 321 åskådare. Stadion har renoverats vid flera tillfällen senast 2006.

## Klubb färgerna
Klubbfärgerna är blått och vit